# Saint-Pierre-de-Soucy
Saint-Pierre-de-Soucy là một xã thuộc tỉnh Savoie trong vùng Auvergne-Rhône-Alpes ở đông nam nước Pháp.